# Kazakstan i olympiska sommarspelen 2016
Kazakstan deltog med 104 deltagare vid de olympiska sommarspelen 2016 i Rio de Janeiro. Totalt tog den kazakiska truppen 18 medaljer varav 3 guld.